# Bora Sancar
Bora Sancar (Ankara, 8 gennaio 1976) è un ex cestista turco.

## Palmarès
- Campionato turco: 2

Efes Pilsen: 1993-94, 1995-96
- Coppa Korać: 1

Efes Pilsen: 1995-96